# Newhaven
Newhaven is een civil parish in het bestuurlijke gebied Lewes, in het Engelse graafschap East Sussex met 12.232 inwoners.

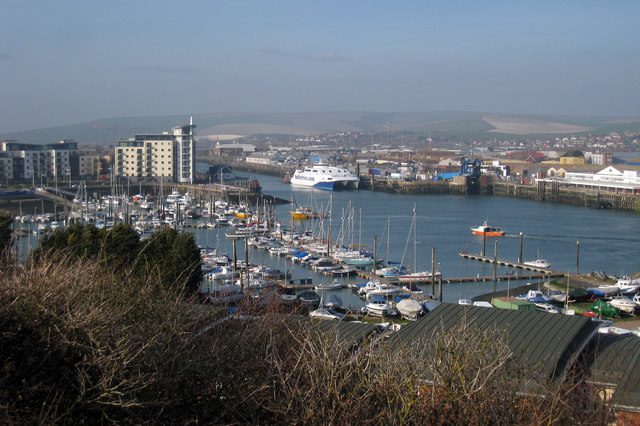
Haven van Newhaven
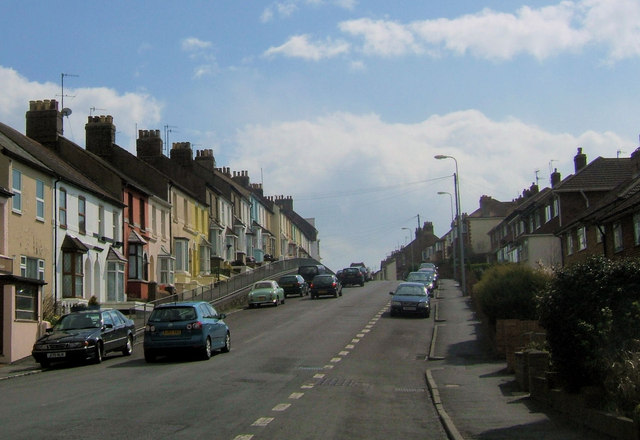
Lewes Road, Newhaven